# Sibiu Open 2024
Sibiu Open 2024  a fost un turneu profesionist de tenis care s-a jucat pe terenuri cu zgură. A fost cea de-a 13-a ediție a turneului și a făcut parte din turneul ATP Challenger Tour 2024. A avut loc la Sibiu, România, între 16 și 22 septembrie 2024.